# Бетюн-Шаро, Луи-Арман де
Герцог Луи-Арман де Бетюн-Шаро (фр. Louis-Armand de Béthune-Charost; 1640 — 1 апреля 1717) — французский государственный и военный деятель.

## Биография
Сын Луи де Бетюна, графа де Шаро, и Мари Л'Эскалопье.
При жизни отца титуловался маркизом де Шаро. В 1681 году унаследовал герцогский титул и должность генерального наместника Пикардии, Булонне и завоеванных областей. Также был губернатором Кале и капитаном роты королевской гвардии, от которой отказался в 1672 году, но снова получил ее в 1687-м с правом передачи по наследству сыну, как и губернаторства в Кале.
31 декабря 1688 был пожалован Людовиком XIV в рыцари орденов короля.
11 августа 1690 принес в Парижском парламенте присягу в качестве герцога и пэра Франции. 29 ноября 1695 отказался от герцогского титула в пользу сына.

## Семья
Жена (22.02.1657): Мари Фуке (1640—14.04.1716), дочь Никола Фуке, виконта де Мелёна и Мо, сюринтенданта финансов, и Луизы Фуше, дамы де Кейяк
Дети:
- Никола (22.08.1660—12.09.1699), доктор теологии в Париже, аббат Сен-Мишель-дю-Трепора
- герцог Арман (25.03.1663—23.10.1747). Жена 1) (2.11.1681): Луиза-Мари-Тереза де Мелён (09.1666—31.10.1683), дочь Александра-Гийома де Мелёна, принца д'Эпинуа, и Луизы-Анны де Бетюн; 2) (27.03.1692): Катрин де Ламет (1662—12.11.1713), дочь Огюстена Ламета, барона де Ла-Кёю-ан-Бри, маркиза де Боль и де Блан-Фоссе, и Мадлен Жилор
- N и N (сын и дочь, 1661—1664)
- Мари-Ипполита (р. 1664), монахиня-кармелитка в парижском пригороде Сен-Жак
- Мари-Арманда (р. 1668), монахиня в парижском пригороде Сен-Жермен
- Мари-Анна (1670—1680)
- Луи-Базиль (1674—31.03.1742, Париж), мальтийский рыцарь, капитан корабля (1696)